# لوكهيد ستار كليبر
لوكهيد ستار كليبر(Lockheed Star Clipper)  هو مكوك أرضي فضائي مقترح من شركة لوكهيد مصممة بجسم رفع ضخم وبخزان وقود يلف جسمه. طور بناء على برنامج للقوات الجوية الأمريكية في عام 1966 لتطوير الفكرة الأساسية لمفهوم «مقص النجمة» الذي كان نشطا خلال السنوات الأولى لبرنامج المكوك الفضائي التي قامت به ناسا.